# Hřbitov Kvilda
Hřbitov Kvilda či Kvildský hřbitov je zrušený hřbitov nacházející se za kostelem svatého Štěpána v Kvildě. V roce 1978 byl nešetrně zlikvidován.

## Historie
Hřbitov byl založen spolu s původním kostelem v roce 1765 poté, co pražská arcibiskupská konsistoř dala svolení ke stavbě. Dřevěný kostel zasvěcený svatému Štěpánovi v roce 1889 vyhořel, nový kamenný kostel byl vysvěcen v roce 1894. Až do konce druhé světové války byli na hřbitově pohřbíváni hlavně německy mluvící obyvatelé Kvildy. Za hřbitovem stávala márnice.

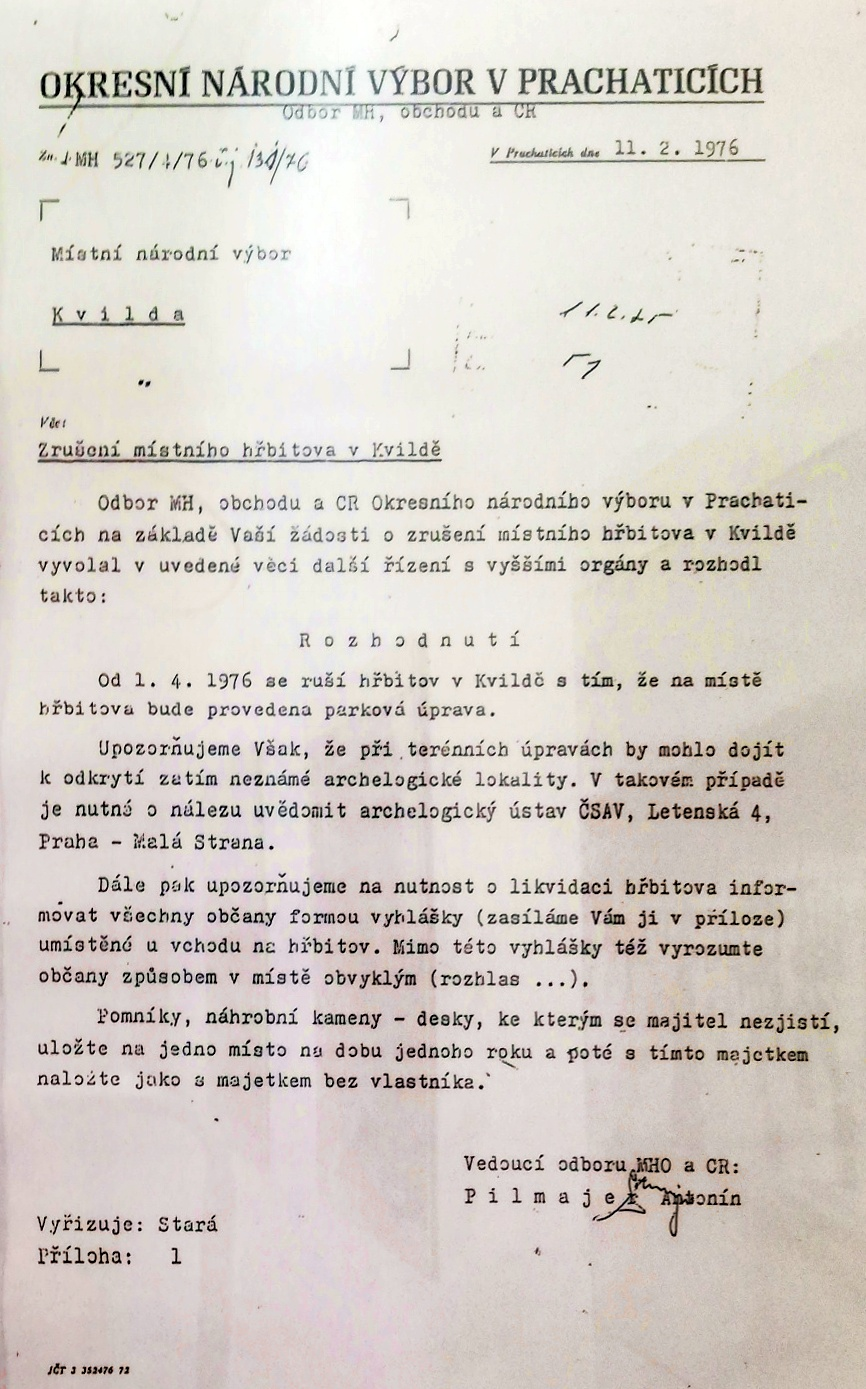
Rozhodnutí o zrušení hřbitova ve Kvildě v roce 1976

Poválečný odsun Němců, následné neúspěšné snahy o osidlování pohraničí a vybudování železné opony zredukovaly počet obyvatel Kvildy na minimum. Z více než jednoho a půl tisíce lidí tu zbylo jen pár rodin. Obec Kvilda přesto nezanikla a na hřbitov občas zavítali pozůstalí z Německa. Většina hrobů však chátrala a dne 11. února 1976 Okresní národní výbor v Prachaticích informoval Místní národní výbor ve Kvildě o rozhodnutí zrušit kvildský hřbitov a přeměnit jej v park. V roce 1978 došlo k nešetrné likvidaci hřbitova československou armádou. Kovové a litinové kříže byly prodány do kovošrotu a kamenné náhrobky zlikvidovány buldozery a odvezeny do nepřístupného hraničního pásma v prostoru Hraběcí Huti. Na hřbitově zůstal jen ústřední kříž a hrob rodiny Josefa Strunze, kvildského průmyslníka a majitele Strunzovy pily.

## Současnost

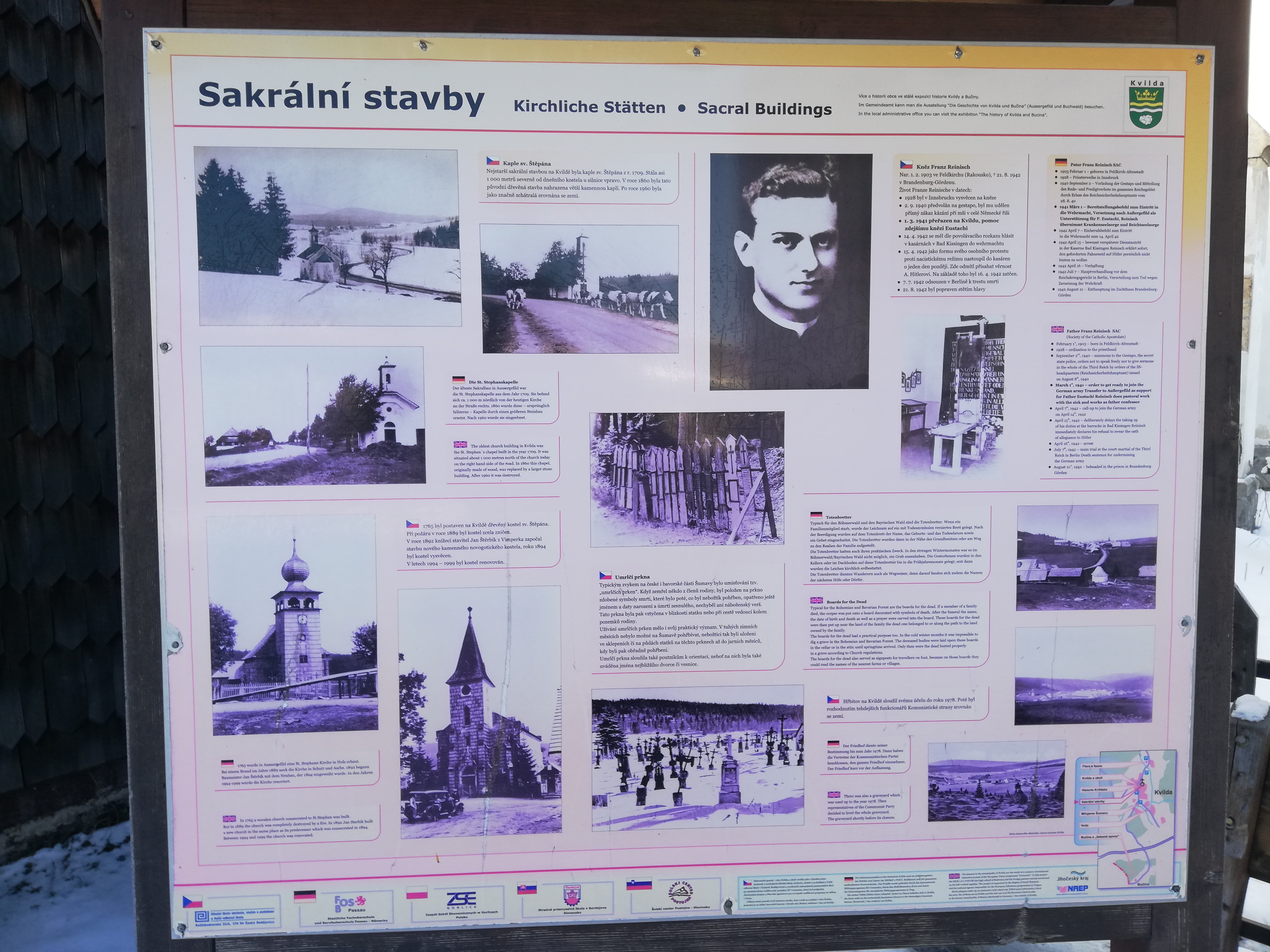
Informační tabule u kostela svatého Štěpána ve Kvildě

Po letech byly některé náhrobky nalezeny zarostlé křovím na černé skládce za obcí a asi třicet křížů pak v kopřivách. Na jaře roku 2004 byly náhrobky symbolicky vráceny na kvildský hřbitov. Nemohly však být vráceny na svá původní místa, protože dnes už nelze dohledat, kde se jaký náhrobek přesně nacházel. V roce 2008 zde za přispění krajského úřadu a soukromých firem vzniklo pietní místo a byl nainstalován pomník. Na pomníku je český a německý nápis: "NÁHROBNÍ KAMENY / KVILDSKÉHO HŘBITOVA ZLIKVIDOVANÉHO / V ROCE 1978 BYLY VE SNAZE O VYROVNÁNÍ SE / S MINULOSTÍ NAVRÁCENY NA TOTO PIETNÍ MÍSTO / OBEC KVILDA – SRPEN 2008 / IM BEMÜHEN UM DIE AUSSÖHNUNG MIT DER / VERGANGENHEIT WURDEN DIE IM JAHRE 1978 / BESEITIGTEN GRABSTEINE DES FRIEDHOFS / VON AUSSERGEFILD (KVILDA) AN DIESE / PIETÄTVOLLE STÄTTE ZURÜCK GEBRACHT. / GEMEINDE KVILDA (AUSSERGEFILD), / IM AUGUST 2008".
O obnovení hřbitova a pohřbívání usilují obyvatelé Kvildy mnoho let a obnova hřbitova je jednou z priorit obce. Původní hřbitov obec nechala oplotit. Hydrogeologický posudek prokázal, že prostor je k pohřbívání vhodný. Dvě třetiny pozemku, kde se nacházel původní hřbitov, mají být zachovány jako pietní místo, zbylá (zadní) část bude sloužit k pohřbívání.

## Zajímavosti
- Kvildský hřbitov (jeho podoba z 50. let 20. století) se objevil ve filmu Král Šumavy. Natáčela se zde scéna z pohřbu pohraničníka. Na jednom z hrobů byla umístěna „mrtvá schránka“ obsluhovaná převaděčem Galapetrem (hrál Jiří Holý).[5] O stěnu kostela se opírala jedna z hlavních postav zhroucená Marie Rysová (hrála Jiřina Švorcová).[7]
- Vpravo od vchodu do kostela u dřevěného plotu je možné vidět tzv. umrlčí prkna. Bývali na ně (hlavně v zimních měsících) umisťováni nebožtíci do doby, než počasí dovolilo zemřelého pohřbít.[11]

## Galerie

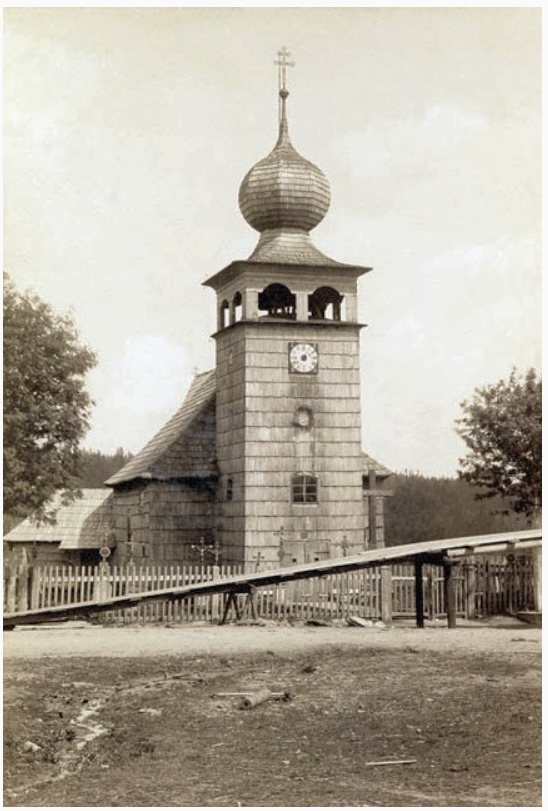
Kostel se hřbitovem na dobové fotografii (kolem roku 1885)
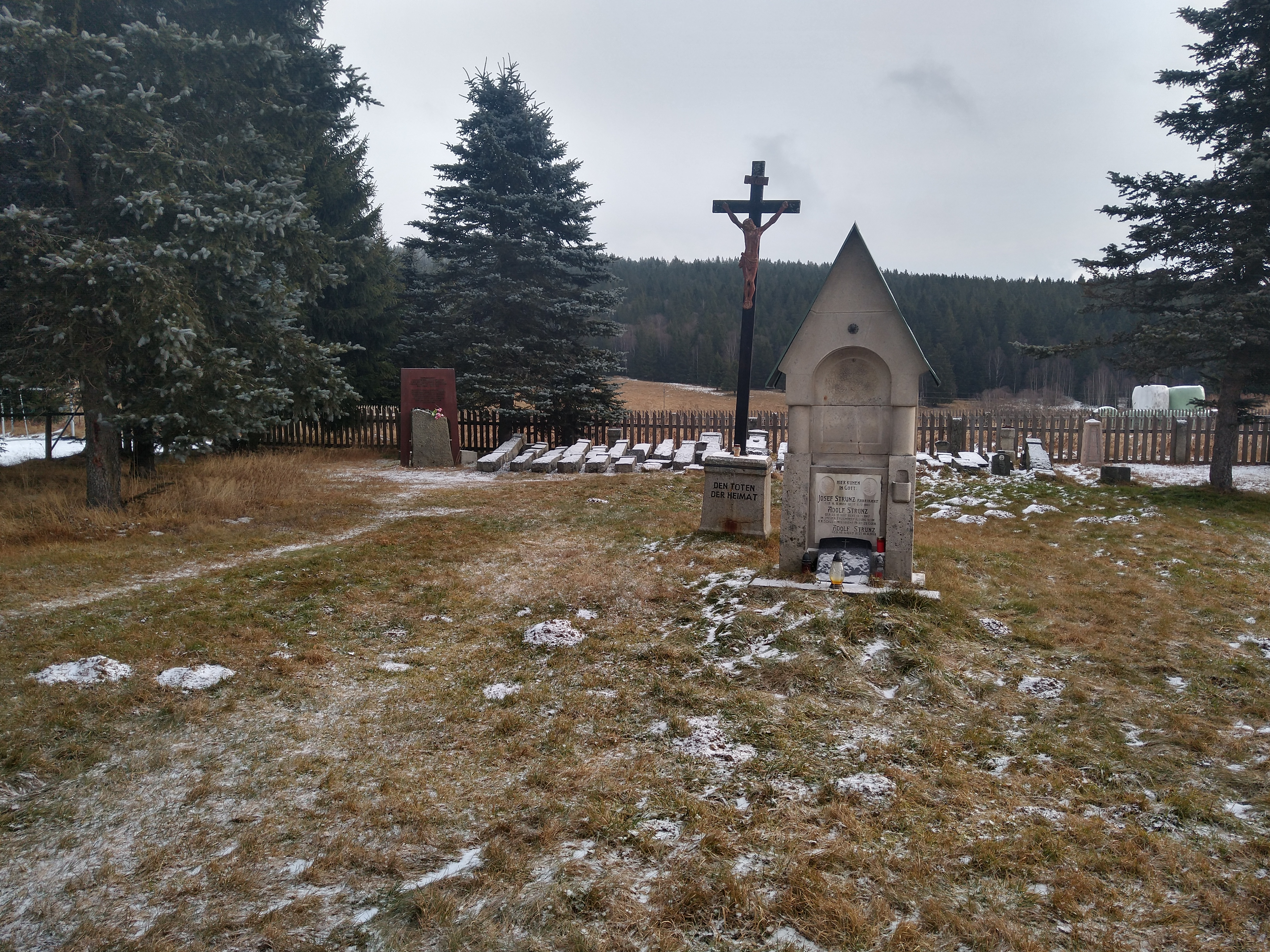
Pohled na hřbitov (2021)
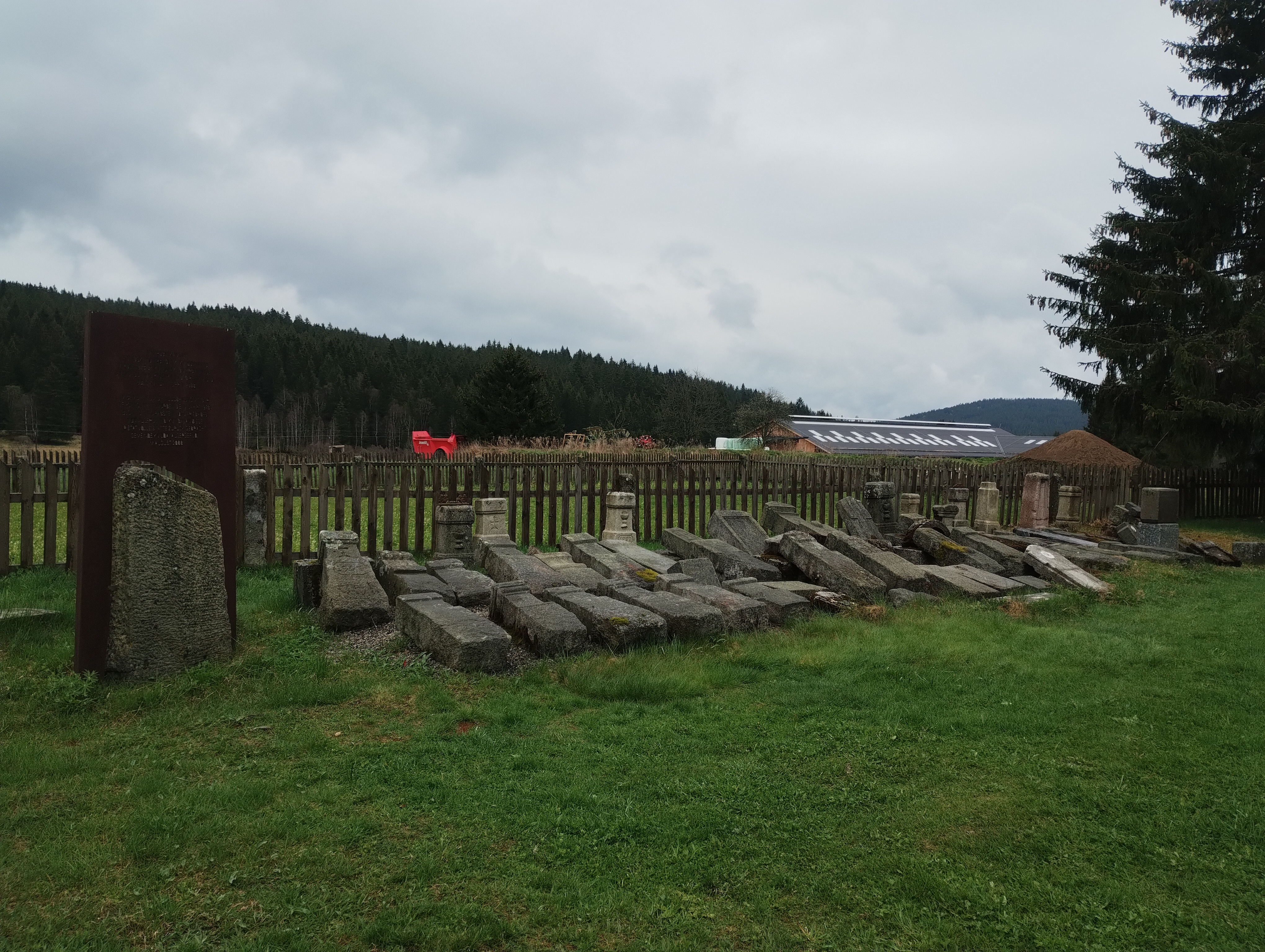
Památník a náhrobky (2025)
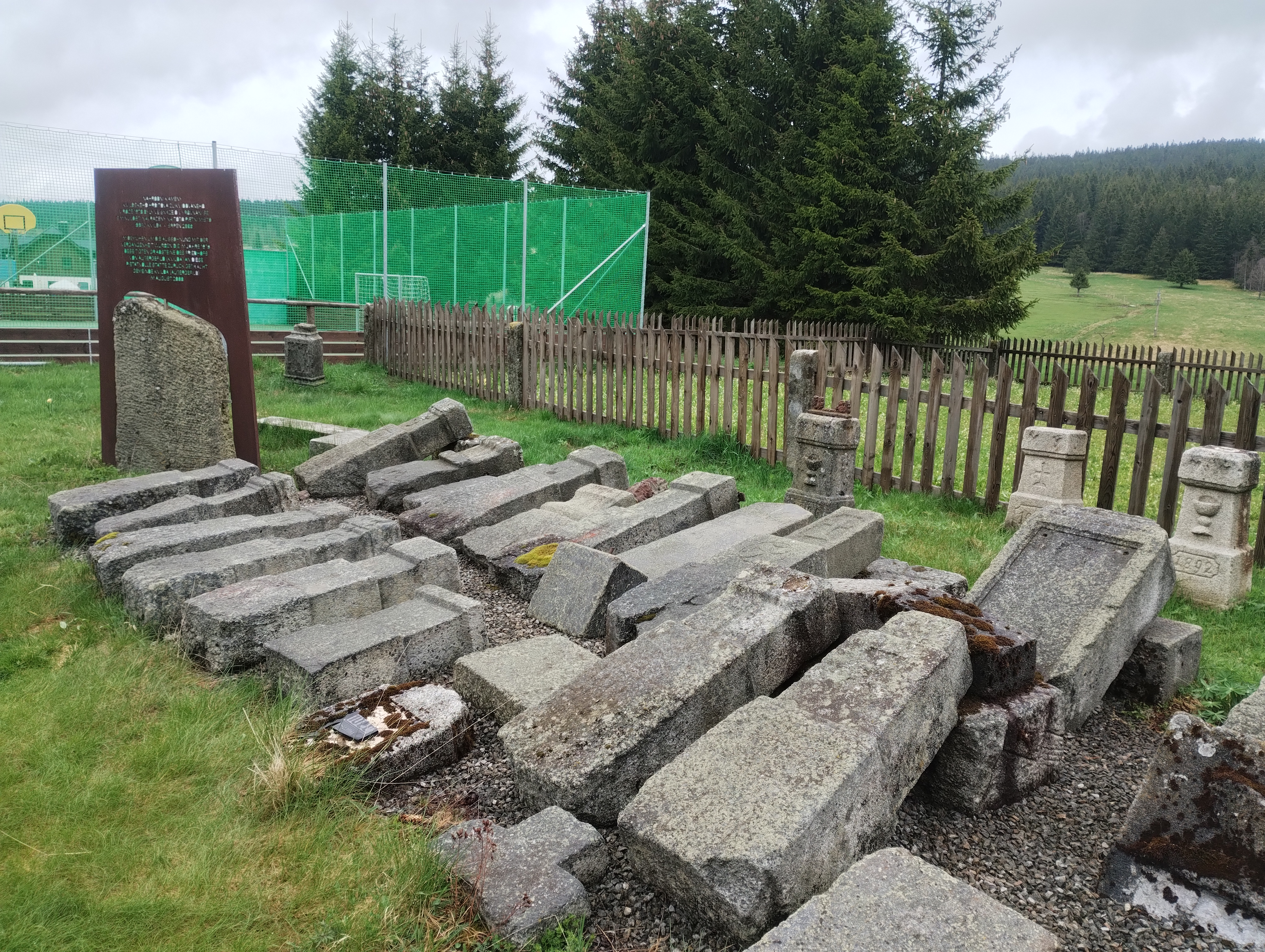
Památník a náhrobky (2025)
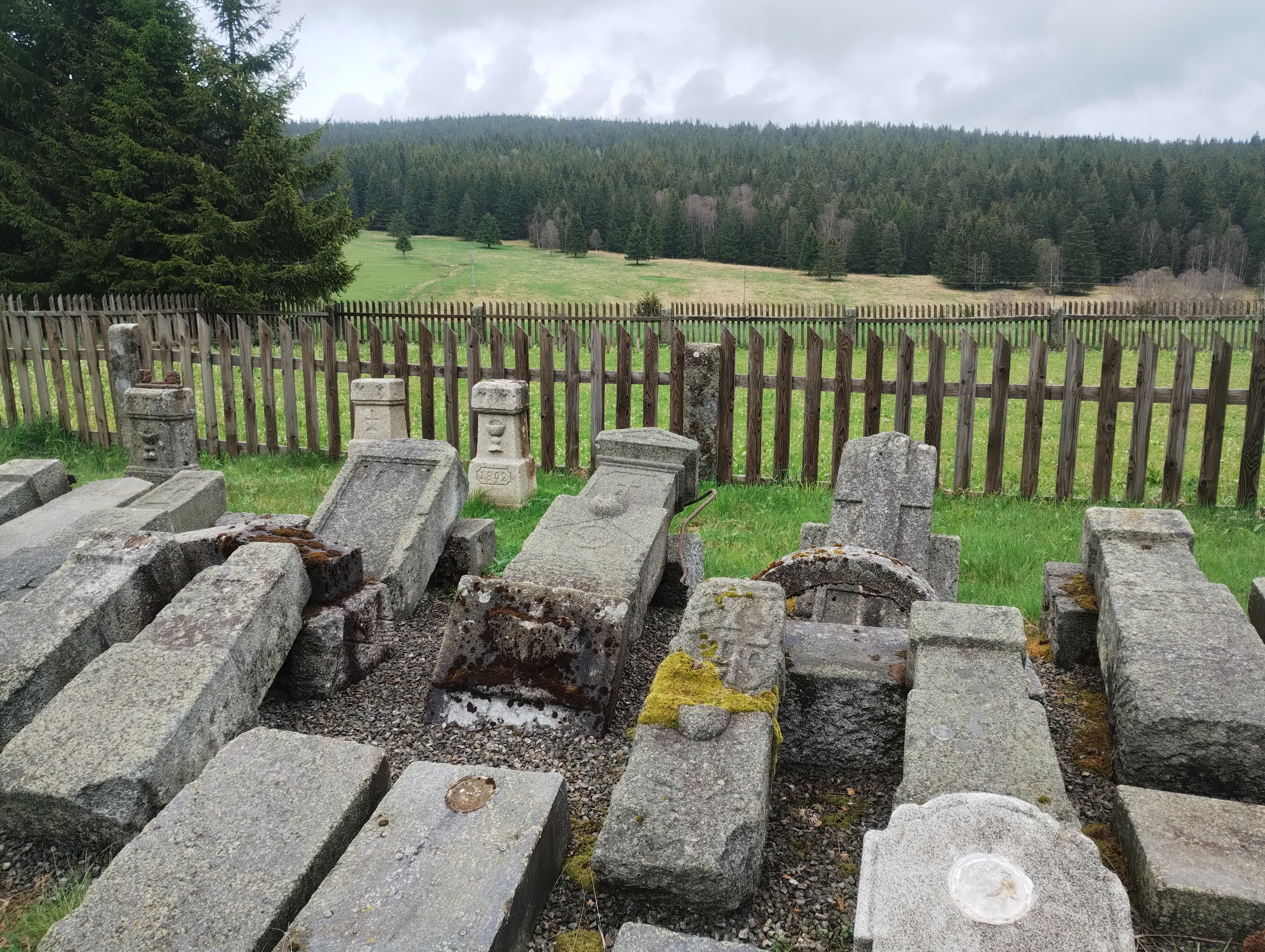
Náhrobky
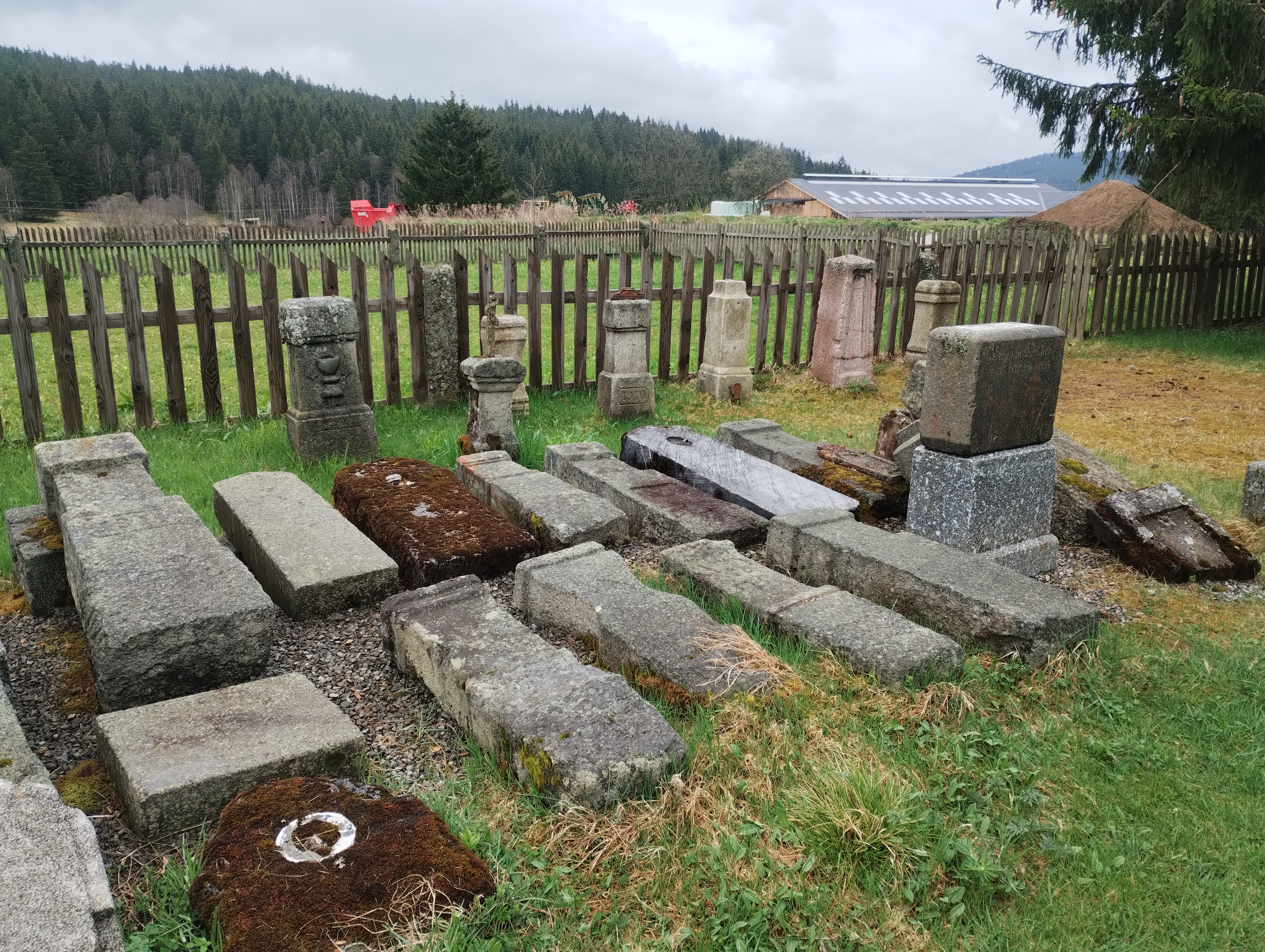
Náhrobky
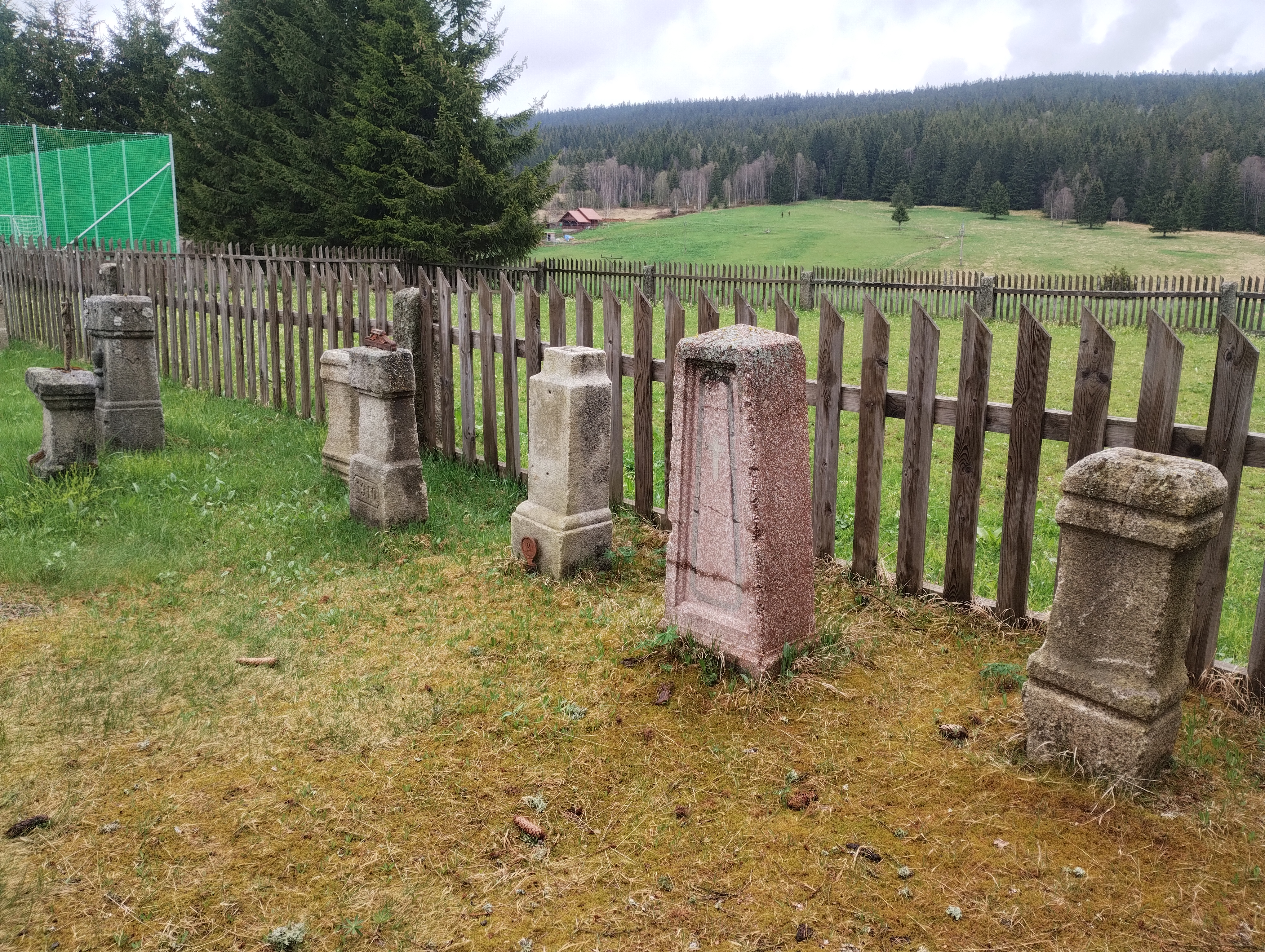
Náhrobky
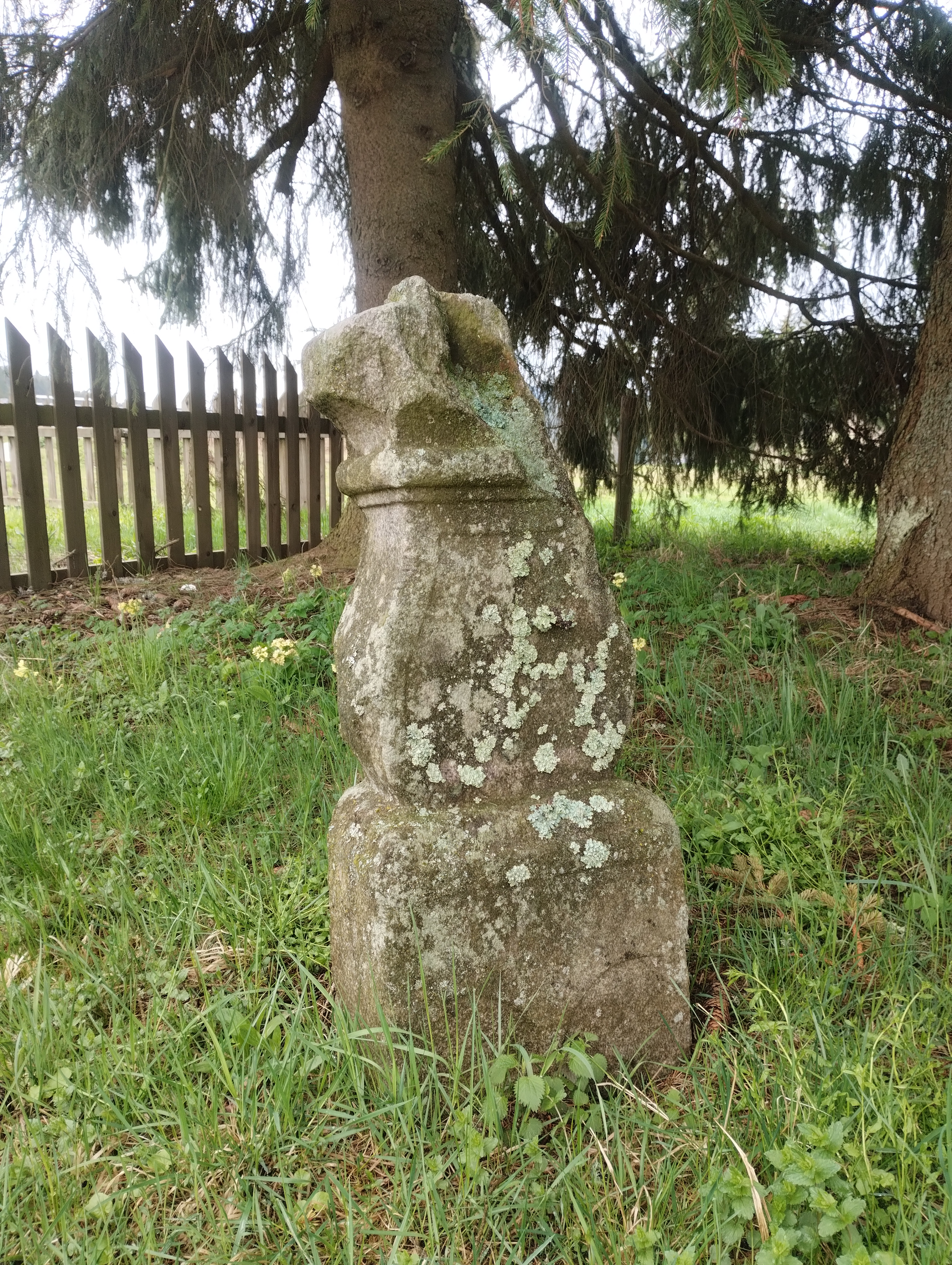
Jeden z náhrobků
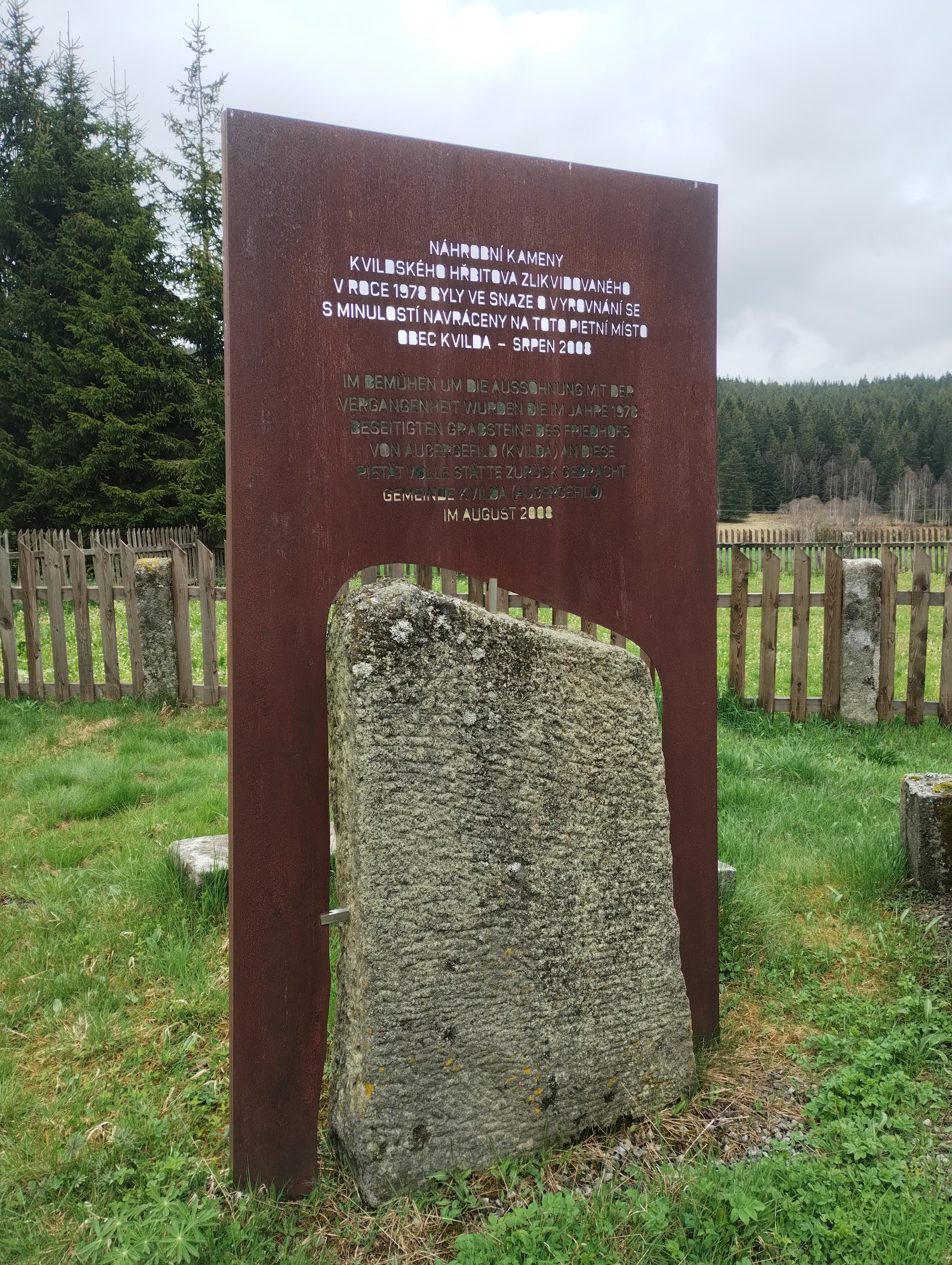
Pomník instalovaný na hřbitov v roce 2008
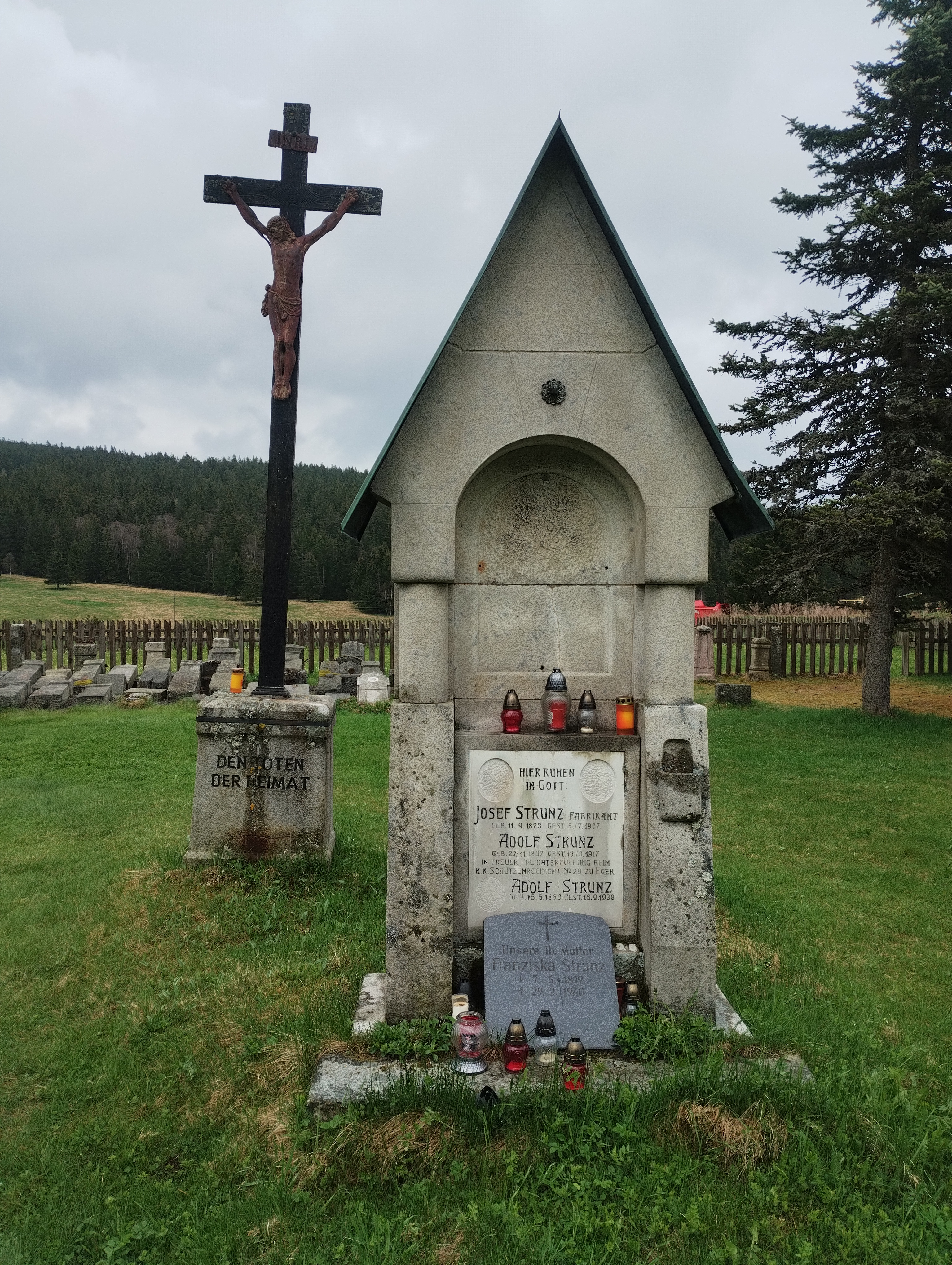
Hrob šumavského podnikatele Josefa Strunze (1823-1907), někdejšího majitele Strunzovy pily
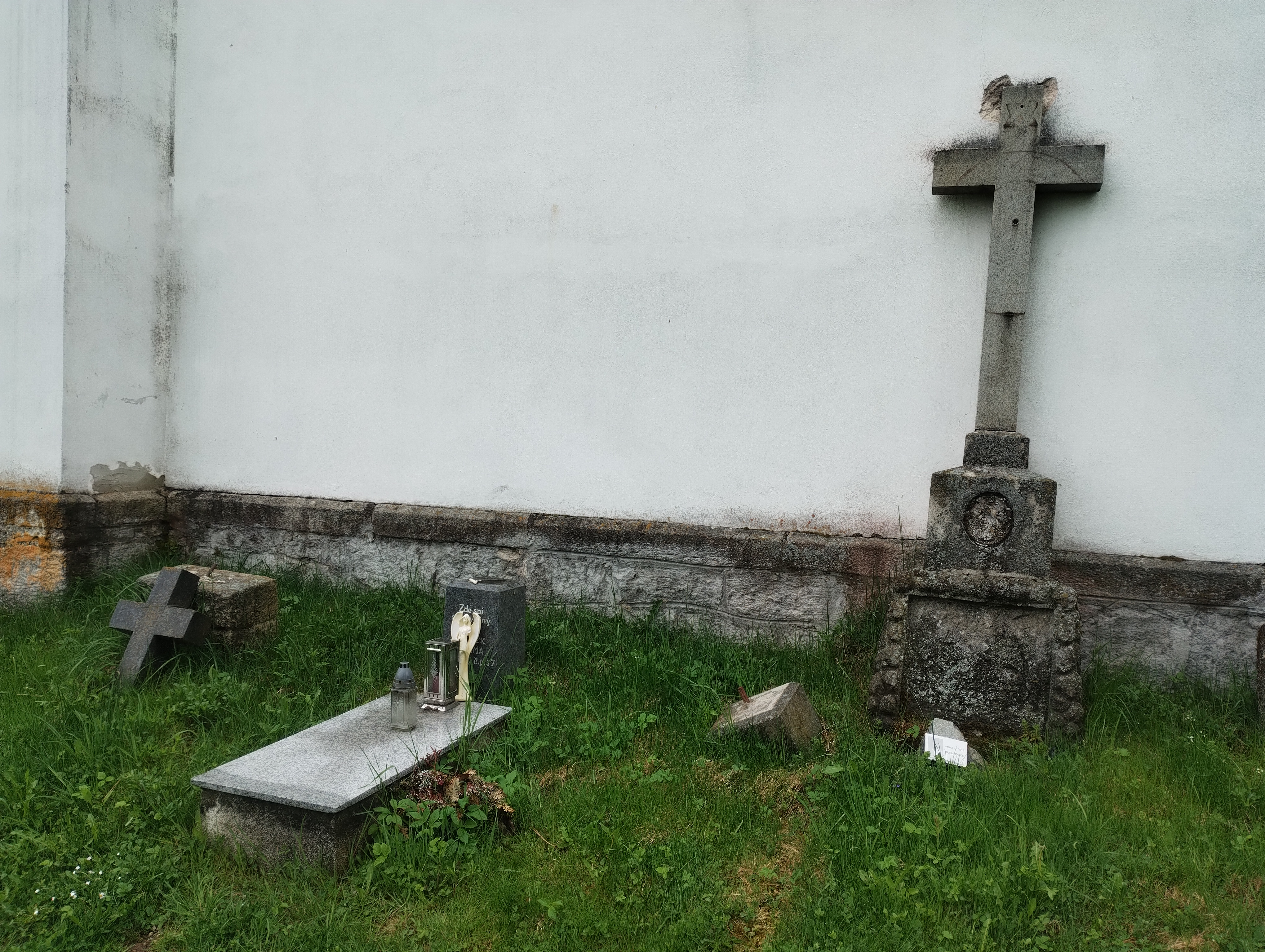
Náhrobky u stěny kostela
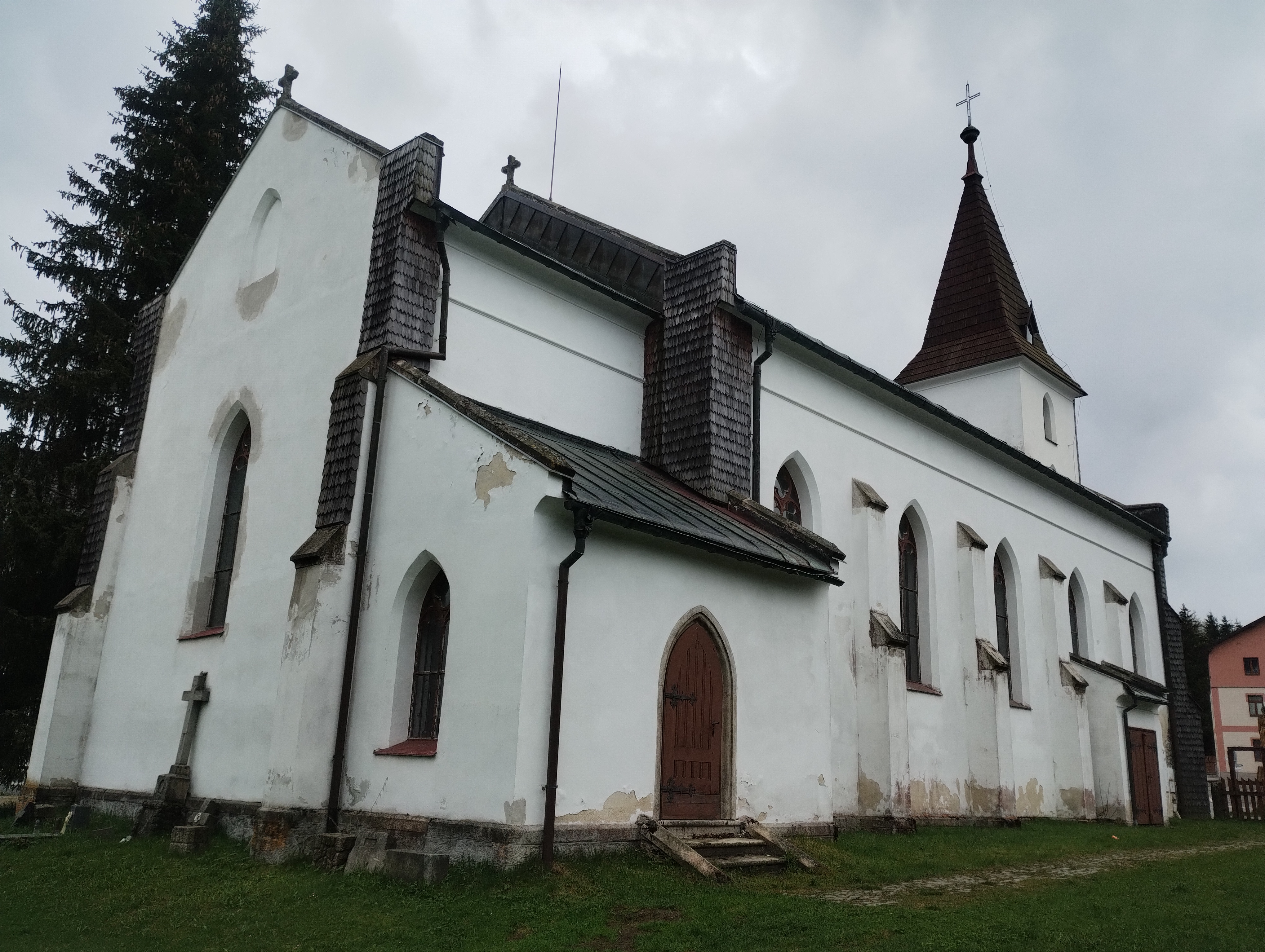
Kostel svatého Štěpána, pohled ze hřbitova
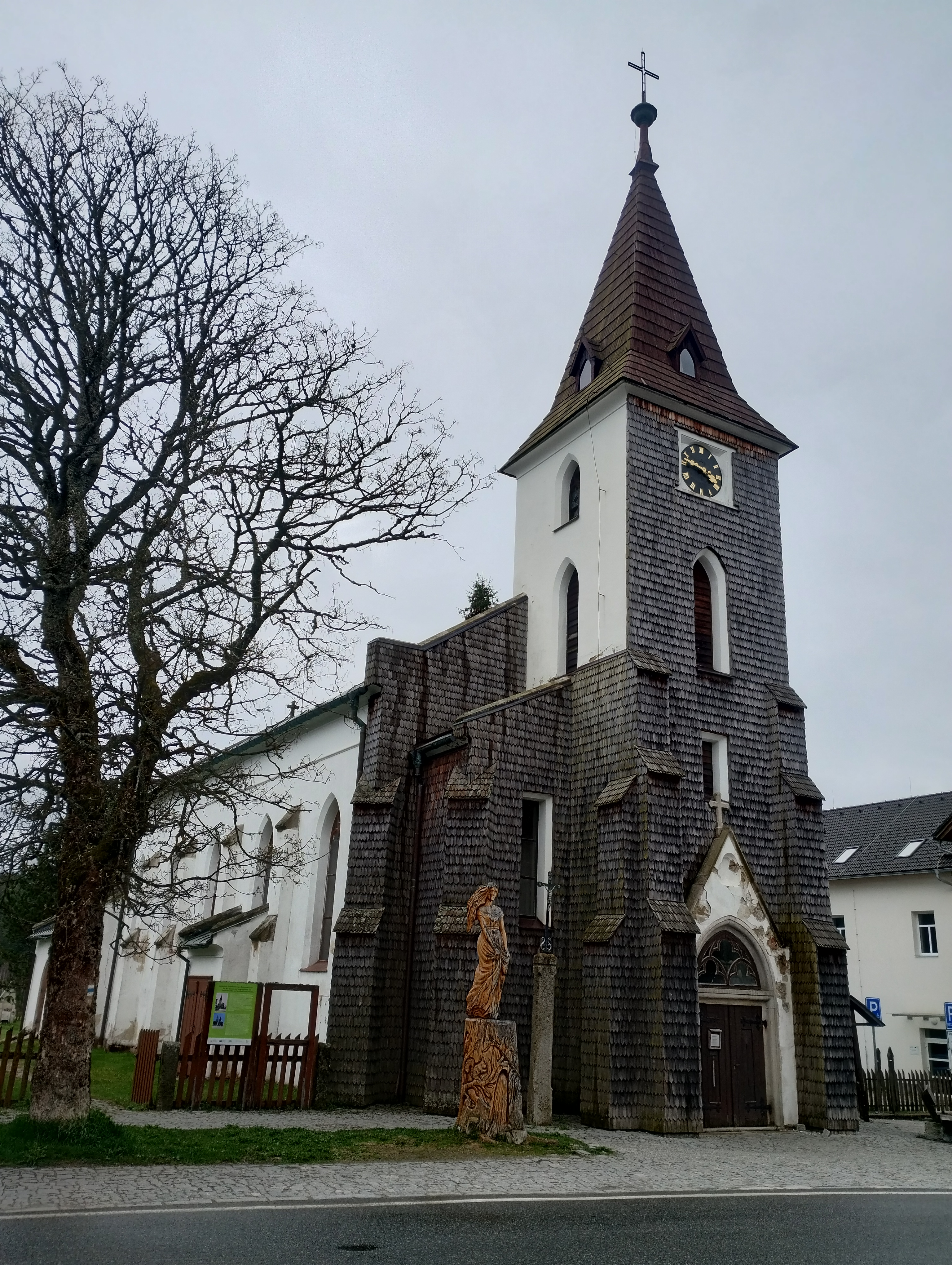
Kostel svatého Štěpána, vlevo u stromu vrátka vedoucí na hřbitov, vpravo u plotu viditelná umrlčí prkna
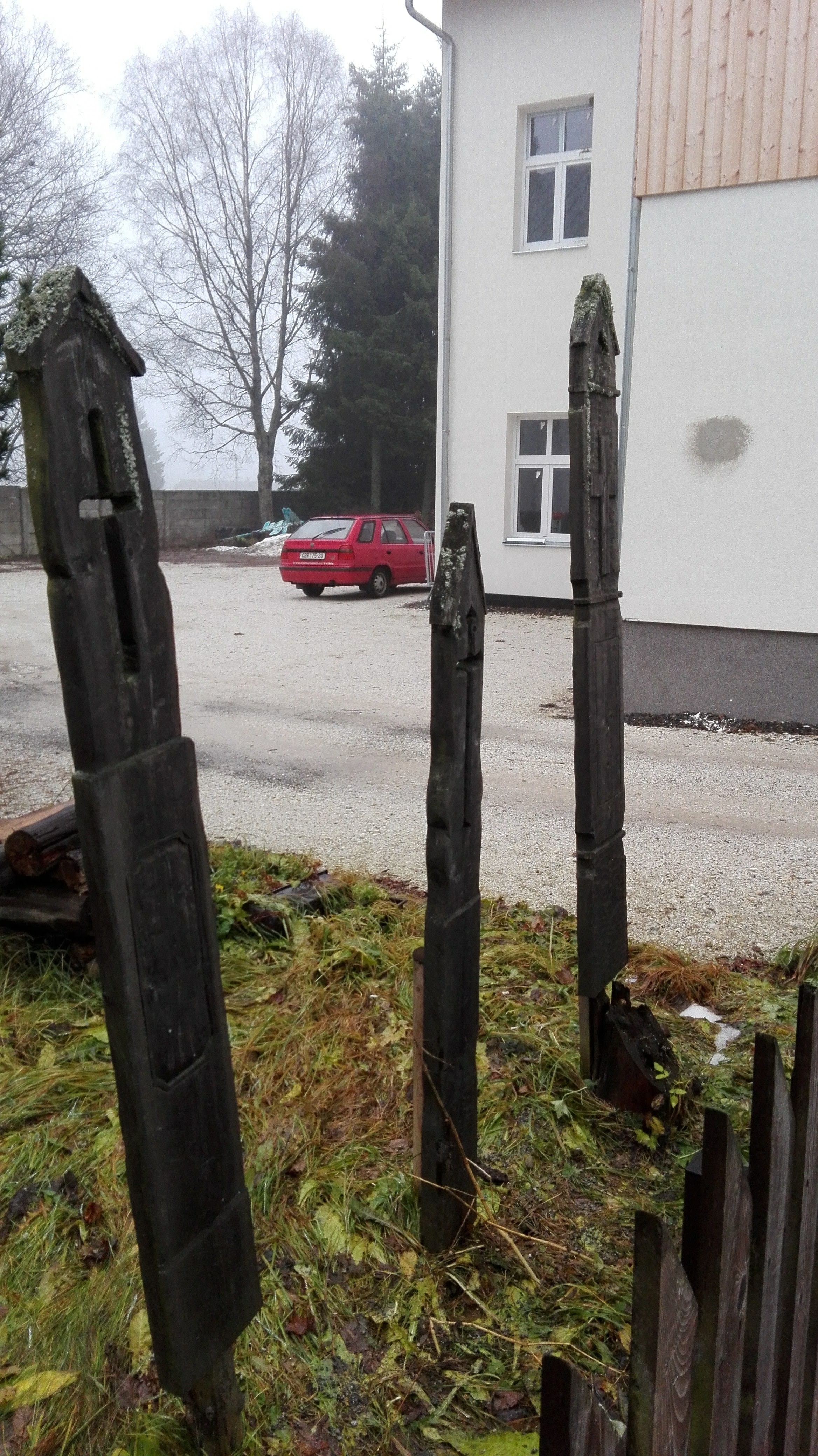
Umrlčí prkna u kostela svatého Štěpána
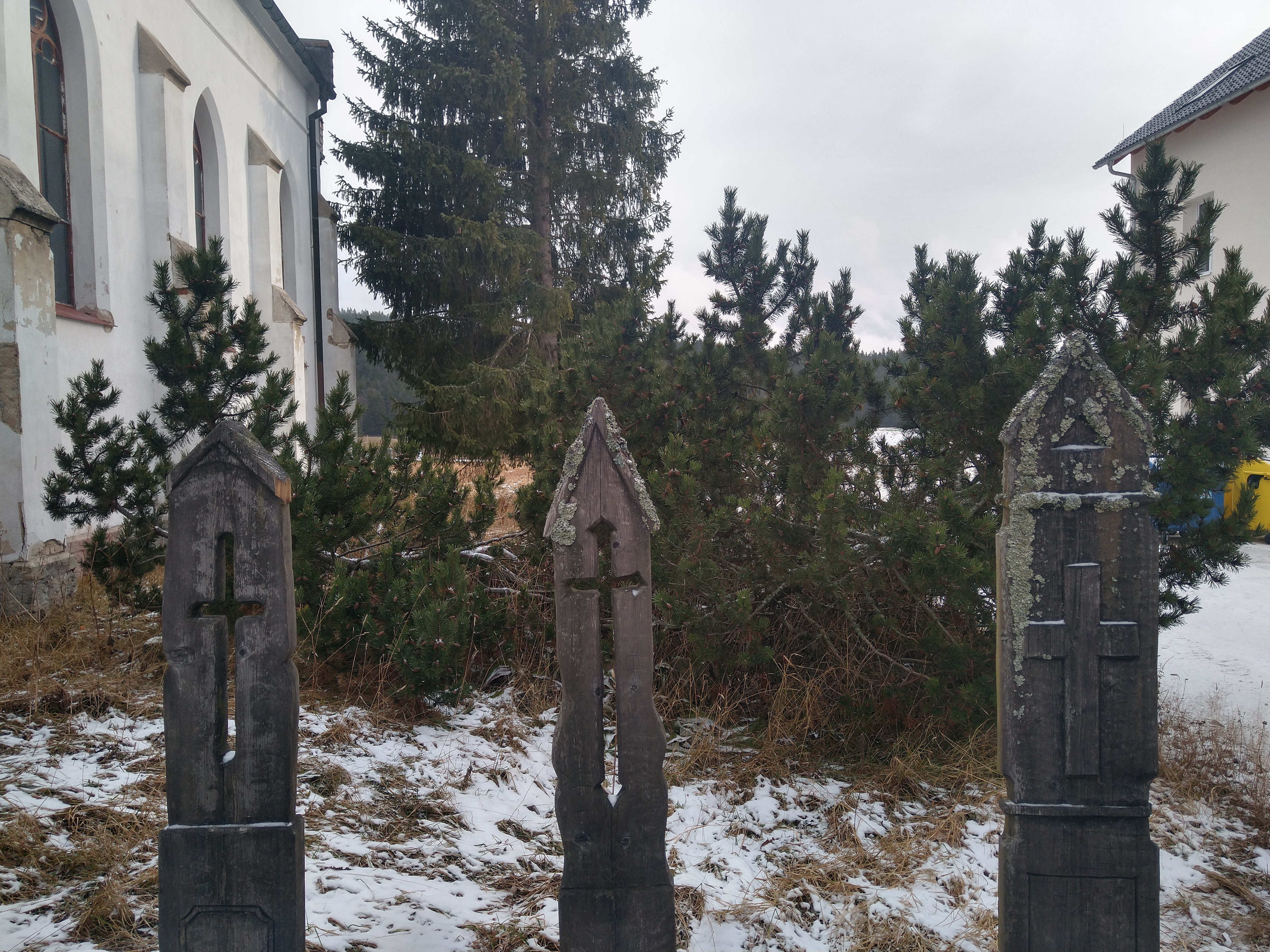
Detail umrlčích prken u kostela svatého Štěpána